# Élections européennes de 1989 en Belgique
En Belgique, les élections européennes de 1989 se sont déroulées le 18 juin 1989.
Non-participation : 9,3 % (Le vote est obligatoire)

## Candidats

### Collège francophone
| Parti            | Tête de liste               |
| ---------------- | --------------------------- |
| Parti socialiste | Raymonde Dury               |
| PRL              | François-Xavier de Donnea   |
| PSC              | Gérard Deprez               |
| Ecolo            | Paul Lannoye                |
| ERE-FDF          | François Roelants du Vivier |

### Collège néerlandophone
| Parti       | Tête de liste          |
| ----------- | ---------------------- |
| CVP         | Leo Tindemans          |
| PVV         | Willy De Clercq        |
| SP          | Marc Galle             |
| Vlaams Blok | Karel Dillen           |
| Agalev      | Paul Staes             |
| Volksunie   | Jaak Vandemeulebroucke |

## Résultats

### Collège francophone
| Parti   | %    | Sièges | Groupe politique |
| ------- | ---- | ------ | ---------------- |
| PS      | 38,1 | 5      | SOC              |
| PRL     | 18,9 | 2      | LDR              |
| PSC     | 18,8 | 2      | PPE              |
| Ecolo   | 16,6 | 2      | Verts            |
| ERE-FDF | 3,8  | 0      |                  |

### Collège néerlandophone
| Parti       | Tête de liste          | %    | Sièges | Groupe politique |
| ----------- | ---------------------- | ---- | ------ | ---------------- |
| CVP         | Leo Tindemans          | 34,1 | 5      | PPE              |
| SP          | Marc Galle             | 20,0 | 3      | SOC              |
| PVV         | Willy De Clercq        | 17,1 | 2      | LDR              |
| Agalev      | Paul Staes             | 12,2 | 1      | Verts            |
| Volksunie   | Jaak Vandemeulebroucke | 8,7  | 1      | ARE              |
| Vlaams Blok | Karel Dillen           | 6,6  | 1      | GTDE             |